# Steeleville
Steeleville – wieś w Stanach Zjednoczonych, w stanie Illinois, w hrabstwie Randolph.